# 比納 (北卡羅萊納州)
比納（英語：Bina）是位於美國北卡羅萊納州阿什縣的非建制地區。

## 歷史
比納的郵局於1918年設立，其後於1958年停運。

## 地理
比納所處的海拔為高於海平面815米（即2674英呎），而該地所採用的時區為UTC-5，即北美东部时区（EST）。同時該地設有夏令時間，為UTC-5調快一小時，即UTC-4（EDT）。